# Cistus albereensis
Cistus albereensis là một loài thực vật có hoa trong họ Nham mân khôi. Loài này được Gaut. ex Rouy & Fouc. mô tả khoa học đầu tiên năm 1895.